# جون هازارد رينولدز
جون هازارد رينولدز (بالإنجليزية: John Hazard Reynolds)‏ هو قاضي ومحامي وسياسي أمريكي، ولد في 21 يونيو 1819، وتوفي في 1 يوليو 1875. حزبياً، نشط في الحزب الديمقراطي. وقد انتخب عضو مجلس النواب الأمريكي.